# Inwendige zending
Inwendige zending is een vorm van christelijke zending in de eigen omgeving waarin evangelieverkondiging en zorg voor mensen in behoeftige omstandigheden hand in hand gaan; het is zending die vooral in eigen land plaatsvindt door middel van woord en daad. Het begrip ontstond in de negentiende eeuw in Duitsland en vond ruime weerklank in de kringen van het Réveil. Het vormt een contrast met uitwendige zending, dat verwijst naar evangelieverkondiging onder de ongelovigen elders in de wereld of onder de joden. Het begrip wordt gebruikt in een protestantse context.

## Geschiedenis
Het idee van de inwendige zending ontstond aan het begin van de negentiende eeuw in Duitsland (Innere Mission) als christelijk antwoord op de sociale kwestie of het arbeidersvraagstuk. De Duitse predikant Johann Hinrich Wichern (1809-1881) wordt beschouwd als de eerste pleitbezorger van de inwendige zending. De naam is voor het eerst gebruikt door de Duitse theoloog Friedrich Lücke (1791–1855) uit Göttingen.

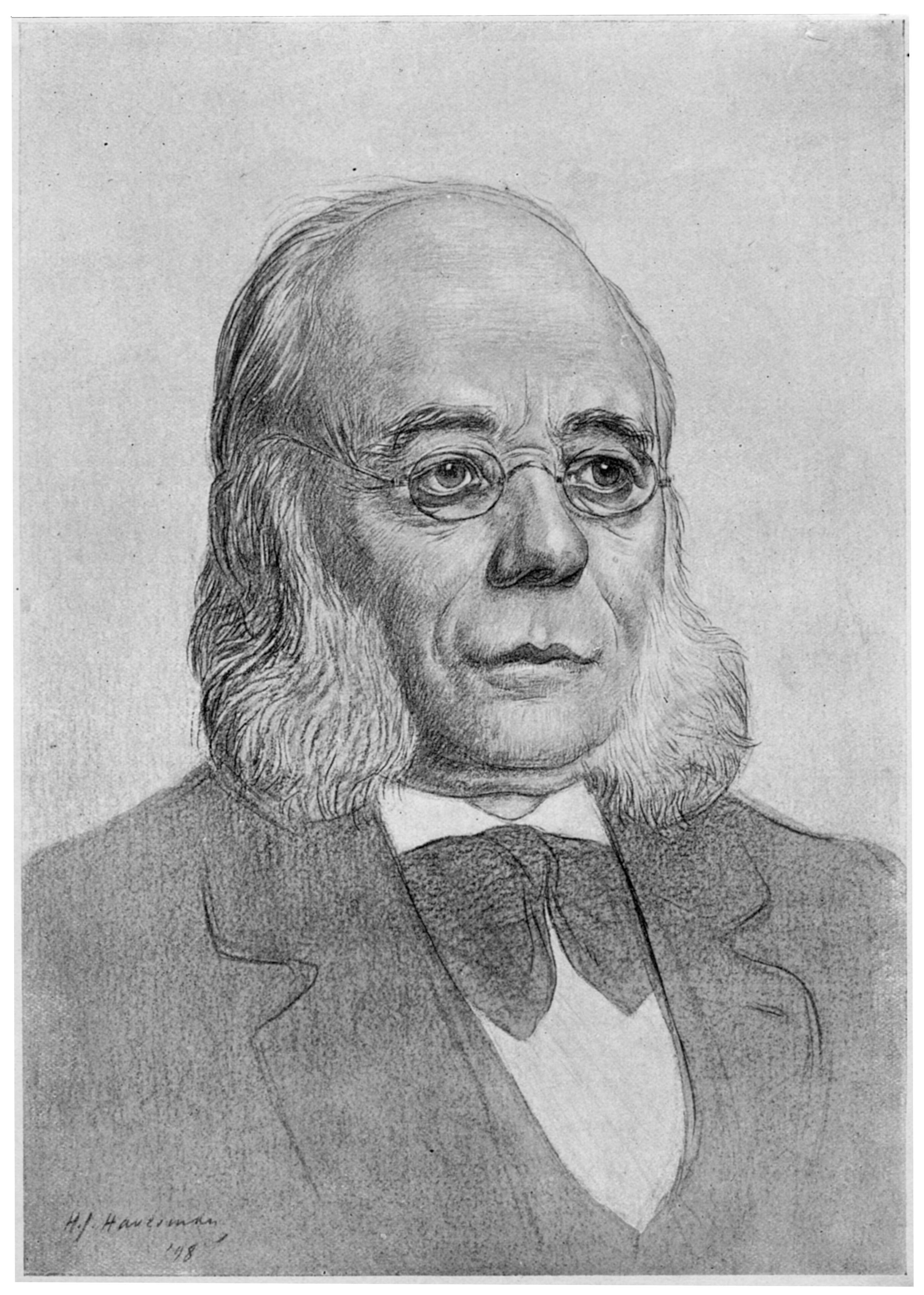
Hendrik Pierson in 1898 (krijttekening door Hendrik Haverman)

In de negentiende eeuw groeide het besef dat de christelijke boodschap niet alleen gebracht moest worden aan heidenen die ver weg woonden, maar ook aan de van het christelijk geloof vervreemde mensen in eigen land, vooral als die in armoedige en soms onterende omstandigheden leefden. Deze behoeftige mensen konden in aanraking komen met de boodschap van christelijke liefde door aandacht te schenken aan hun noden en door voorzieningen in het leven te roepen om aan die noden daadwerkelijk iets te doen.

### Inwendige zending in Nederland
De predikant Ottho Gerhard Heldring, de stichter van de Heldring-gestichten in Zetten en een van de centrale figuren van het Nederlandse Réveil, wordt beschouwd als de vader van de inwendige zending in Nederland. Zijn maatschappelijke bewogenheid uitte zich op veel terreinen: armenzorg, strijd tegen alcoholisme, hulp aan verwaarloosde jeugd, prostituees en zwakzinnigen. Een andere centrale figuur van de inwendige zending was Hendrik Pierson die het werk van Heldring op vele terreinen voortzette en ook Heldrings opvolger was als directeur van de Heldringgestichten in Zetten. Onder leiding van Lucas Lindeboom hebben ook de volgelingen van de Afscheiding organisaties opgericht die tot de inwendige zending gerekend worden.
De overkoepelende organisatie van tal van Nederlandse stichtingen die een vorm van inwendige zending nastreefden was in de periode 1948-1975 de Centraal Bond voor inwendige zending en christelijk maatschappelijk werk. Deze organisatie gaf onder andere het blad Woord en Daad uit, zorgde voor de verspreiding van evangelisatielectuur en beheerde het Bijbelsche Museum voor Oudheden te Amsterdam. Deze organisatie was de opvolger van de Centraal Bond voor inwendige zending en christelijke philanthropische inrichtingen (opgericht in 1925). De in 1925 opgerichte organisatie was het resultaat van een fusie van de Centraal Bond van christelijke philanthropische inrichtingen in Nederland (opgericht in 1901) en het Comité voor inwendige zending in Nederland (opgericht in 1915). De diaconessenhuizen hebben een centrale rol gespeeld in de praktijk van de inwendige zending.
Het begrip inwendige zending leeft verder nog voort in de naam van de IZB - vereniging voor zending in Nederland (voorheen: Hervormde Bond voor Inwendige Zending), een missionaire organisatie binnen de Protestantse Kerk in Nederland (IZB = inwendige zendingsbond). De oorspronkelijke betekenis van de afkorting IZB wordt door de zendingsorganisatie niet meer gebruikt.